# Neruzsa
Neruzsa (Năruja) település Romániában, Moldvában, Vrancea megyében.

## Fekvése
A 205D úton, az azonos nevű: Neruzsa (Năruja) patak mellett, Rebegar és Prahuda közt fekvő település.

## Leírása
A településről szép havasi kirándulások tehetők. A hely a (Muntii Vrancei) kiindulási pontja.
A 2002 évi népszámláláskor 1,922 román lakosa volt, melyből 1899 ortodox, 1 római katolikus és 22 egyéb volt.

## Nevezetességek
- Valea Neagră remetekolostor (Schitul Valea Neagră).
- A kolostoregyüttes fatemploma (biserica de lemn) 1755-ből maradt fenn.